# Džippa
La Džippa, D'yyppa o Dippa (in russo Джиппа, Дьыыппа, Диппа?) è un fiume della Siberia Orientale, affluente di sinistra del Tjung (bacino idrografico della Lena) che scorre nella Sacha (Jacuzia).
Il fiume proviene da una zona paludosa ricca di laghi e scorre in direzione meridionale nel bassopiano della Jacuzia centrale, sfocia nel Tjung a una distanza di 83 chilometri dalla sua foce. La sua lunghezza è di 243 km, l'area del bacino è di 5 860 km². Il suo affluente maggiore, da sinistra, è la Djangcha (lunga 113 km).